# Perseweratywność
Perseweratywność (PE) — jedna z czasowych charakterystyk zachowania (obok żwawości), tendencja do trwania i powtarzania danego zachowania przez jednostkę, po zaprzestaniu działania bodźca wywołującego to zachowanie. Wprowadzona przez Jana Strelaua w regulacyjnej teorii temperamentu.